# Herb gminy Ludwin
Herb gminy Ludwin – jeden z symboli gminy Ludwin.

## Wygląd i symbolika
Herb przedstawia na tarczy w polu błękitnym srebrną łódź drewnianą, a nad nią złote słońce z szesnastoma promieniami.